# اچ‌ام‌سی‌اس کلمبیا (دی‌دی‌ئی ۲۶۰)
اچ‌ام‌سی‌اس کلمبیا (دی‌دی‌ئی ۲۶۰) (به انگلیسی: HMCS Columbia (DDE 260)) یک کشتی است که طول آن ۳۶۶ فوت (۱۱۱٫۶ متر) می‌باشد. این کشتی در سال ۱۹۵۶ ساخته شد.